# Best of April Wine
Best of April Wine es el decimotercer álbum recopilatorio de la banda de rock canadiense April Wine y fue publicado en el 2003.

## Lista de canciones
Todas las canciones fueron escritas por Myles Goodwyn, excepto donde se especifique lo contrario.
1. "I Like to Rock" - 4:30
2. "Roller" - 4:18
3. "Just Between You and Me" - 3:55
4. "All Over Town" - 2:56
5. "Say Hello" - 2:58
6. "Oowatanite" (Jim Clench) - 3:50
7. "Enough is Enough" - 4:02
8. "Tonight is a Wonderful Time to Fall in Love" - 3:37
9. "You Won't Dance with Me" - 3:43
10. "Anything You Want, You Got It" - 4:43
11. "I Wouldn't Want to Lose Your Love" - 3:09
12. "Rock n' Roll is a Vicious Game" - 3:15

## Formación
- Myles Goodwyn - voz, guitarra, teclado y coros.
- Brian Greenway - guitarra, armónica y coros.
- Gary Moffet - guitarra y coros
- Jim Clench - bajo y coros
- Steve Lang - bajo y coros
- Jerry Mercer - batería y coros